# Mahammatkodir Abdoollayev
Pour les articles homonymes, voir Abdullayev.
Mahammatkodir Abdoollayev est un boxeur ouzbek né le 15 novembre 1973 à Andijan.

## Carrière
Médaillé d'or aux Jeux asiatiques de Bangkok en 1998 puis champion du monde de boxe amateur à Houston en 1999 dans la catégorie super légers, il devient champion olympique aux Jeux de Sydney en 2000 après sa victoire en finale contre l'Américain Ricardo Williams Jr. Abdoollayev passe professionnel l'année suivante mais ne rencontre pas le même succès que dans les rangs amateurs. Il met un terme à sa carrière en 2010 sur un bilan de 20 victoires et 4 défaites sans avoir remporté de titre majeur.

## Parcours auxJeux olympiques
Jeux olympiques d'été de 2000 à Sydney (poids super-légers) :
- Bat Miguel Angel Cotto (Porto Rico) 17-7
- Bat Kelson Pinto (Brésil) par arrêt de l'arbitre au 4e round
- Bat Sergey Bykovsky (Biélorussie) 9-6
- Bat Mohamed Allalou (Algérie) par arrêt de l'arbitre
- Bat Ricardo Williams Jr. (États-Unis) 27-20